# Эрнандес де Серпа, Диего
Диего Эрнандес де Серпа (исп. Diego Hernández de Serpa, 1510, Палос-де-ла-Фронтера, Испания — 10 мая 1570) — испанский конкистадор, активный участник колонизации Новой Андалусии в эпоху правления Филиппа II. Занимал пост губернатора Куманы, основал ряд поселений на территории современной Венесуэлы.

## Биография
Диего Эрнандес де Серпа родился в андалузском городе Палос-де-ла-Фронтера в Испании. В юности отправился в Америку вместе с братом Хинесом Эрнандесом де Серпой. В 1524 году братья прибыли на остров Кубагуа, где разбогатели благодаря участию в добыче жемчуга, которая была основой местной экономики.

#### Экспедиции и военная служба
В 1530 году присоединился к экспедиции Диего де Ордаса, исследовавшей бассейн реки Ориноко в поисках мифического Эльдорадо.
Вернувшись на Кубагуа в 1537 году, получил назначение на защиту острова от пиратских набегов, успешно исполняя эти обязанности в течение семи лет. Около 1539 года перебрался в Кито, где прожил восемь лет с семьёй. В 1564 году совершил путешествие в Санта-Марту и Картахену, затем посетил Панаму, после чего на два года вернулся в Испанию.

#### Административная деятельность
В 1544 году инициировал переговоры с аудиенсией Санто-Доминго о завоевании Гайяны. Получив звание капитана, организовал военную экспедицию, однако из-за отсутствия королевской санкции и противодействия губернатора острова Маргарита был временно отстранён от командования. Восстановив статус, в 1552 году возглавил шестимесячный поход, завершившийся основанием города Эль-Токуйо. В том же году участвовал в создании Баркисимето.

#### Личная жизнь и наследие
В 1550 году заключил брак с Констансой Алонсо. В семье родились сын Гарси (1545) и дочь Леонора (1551). Тесная дружба с Хуаном Кабальеро, сыном конкистадора Диего Кабальеро, способствовала укреплению его политического и экономического влияния в колониях. Прожив 48 лет в Южной Америке добился назначения на пост губернатора Куманы в качестве королевской награды за службу. Скончался 10 мая 1570 года в Кумане .

#### Память
Имя Диего Эрнандеса де Серпы связано с ранним этапом испанской колонизации Венесуэлы. Основанные им города сохраняют историческое значение, а его экспедиции способствовали исследованию внутренних регионов континента.